# Загальний стандарт звітності
Загальний стандарт звітності та належної перевірки інформації про фінансові рахунки (англ. Common Standard on Reporting and Due Diligence for Financial Account Information (CRS)) — міжнародний стандарт щодо автоматичного обміну інформацією про фінансові рахунки для податкових цілей. Цей стандарт схвалений Радою Організації економічного співробітництва та розвитку (ОЕСР) 15 липня 2014.

## Основне
CRS вимагає від країн, які його імплементують, здійснювати збір інформації від фінансових установ про фінансові рахунки власників рахунків та щорічно на автоматичній основі обмінюватись такою інформацією з юрисдикціями-партнерами з обміну в рамках Багатосторонньої угоди компетентних органів про автоматичний обмін інформацією про фінансові рахунки (англ. Multilateral Competent Authority Agreement on Automatic Exchange of Financial Account Information), скорочено — Багатостороння угода MCAA CRS. Ця угода передбачає забезпечення відповідності національного законодавства та практики вимогам CRS.
Відповідно до CRS фінансові установи країни-учасниці зобов'язані здійснювати належну комплексну перевірку (due diligence) фінансових рахунків та серед власників рахунків (у певних випадках і серед їх контролюючих осіб) виявляти осіб, які є податковими резидентами інших юрисдикцій-партнерів з обміну інформацією. Інформація про такі рахунки подається фінансовими установами до компетентного органу країни-учасниці, який надалі надсилає відомості про фінансові рахунки юрисдикціям, резидентами яких є власники та контролюючі особи власників фінансових рахунків.
Імплементацію CRS координує Секретаріат ОЕСР з метою забезпечення уніфікованого підходу юрисдикцій до його тлумачення та застосування.
Станом на вересень 2024 учасниками міжнародного багатостороннього автоматичного обміну інформацією про фінансові рахунки, є понад 110 юрисдикцій, а саме: Австралія, Австрія, Азербайджан, Албанія , Ангілья, Андорра , Антигуа і Барбуда, Аргентина, Аруба, Багами, Барбадос, Бахрейн, Беліз, Бельгія, Бермуди, Болгарія, Бразилія, Бруней-Даруссалам, Вануату, Велика Британія, Віргінські острови, Гана, Гернсі, Гібралтар, Гонконг (Китай), Гренада, Гренландія, Греція, Грузія, Данія, Джерсі, Домініка, Еквадор, Естонія, Ізраїль, Індія, Індонезія, Ірландія, Ісландія, Іспанія, Італія, Казахстан, Кайманові острови, Канада, Катар, Кенія, Китай, Кіпр, Колумбія, Корея , Коста-Ріка, Кувейт, Кука острови, Кюрасао, Латвія, Литва, Ліберія, Ліван, Ліхтенштейн, Люксембург, Маврикій, Макао (Китай), Малайзія, Мальдіви, Мальта, Марокко, Маршаллові острови, Мексика, Молдова, Монако, Монтсеррат (Британія), Науру, Нігерія, Нідерланди, Німеччина, Ніуе, Нова Зеландія, Нова Каледонія, Норвегія, Об'єднані Арабські Емірати, Оман, Острів Мен, Пакистан, Панама, Перу, Південна Африка, Польща, Португалія, Руанда, Румунія, Самоа, Сан-Марино, Саудівська Аравія, Сейшельські острови, Сент-Вінсент і Гренадіни, Сент-Кітс і Невіс, Сент-Люсія, Сінгапур, Сінт-Мартен, Словаччина, Словенія, Таїланд, Теркс і Кайкос, Туреччина, Уганда, Угорщина, Україна, Уругвай, Фарерські острови, Фінляндія, Франція, Хорватія, Чехія, Чилі, Чорногорія, Швейцарія, Швеція, Ямайка, Японія.
ОЕСР веде повний список учасників, який включає деталі основного законодавства, настанови та іншу відповідну інформацію.

## Підзвітні установи
CRS визначає підзвітними такі чотири категорії організацій:
1. депозитарна установа (банки, кредитні спілки та ін.);
2. кастодіальна установа (депозитарні установи, що здійснюють депозитарну діяльність, номінальні утримувачі);
3. інвестиційна компанія (інвестиційні фірми, інститути спільного інвестування, компанії з управління активами та ін.);
4. визначена страхова компанія (страховики, недержавні пенсійні фонди).

## CRS в Україні
Упровадження CRS в українське законодавство та практику підтримує Глобальний форум з питань прозорості та обміну інформацією для податкових цілей, а також Програма Європейського Союзу з підтримки управління державними фінансами в Україні (EU4PFM).
Уряд України в серпні 2021 надіслав лист до Секретаріату ОЕСР, яким офіційно висловив намір імплементувати Загальний стандарт звітності CRS та приєднатися до Багатосторонньої угоди CRS.
У серпні 2022 Державна податкова служба України як компетентний орган України приєдналася до Багатосторонньої угоди CRS. Для забезпечення відповідності національного законодавства та практики вимогам CRS 20 березня 2023 Верховна Рада України прийняла окремий закон, який набрав чинності 28.04.2023.
З 1 липня 2023 цей закон вимагає від підзвітних фінансових установ України застосовувати заходи належної перевірки до фінансових рахунків для встановлення того, чи є рахунки підзвітними. Якщо рахунок є підзвітним, фінансова установа зобов'язана включити відомості про рахунок до звіту про підзвітні рахунки та подати цей звіт до Державної податкової служби України.
Багатостороння угода CRS набрала чинності для України з 28 червня 2024. Перший обмін інформацією про фінансові рахунки відповідно до Загального стандарту звітності CRS з країнами-партнерами заплановано не пізніше 30 вересня 2024 за друге півріччя 2023 (перший звітний період). Надалі звітним періодом вважатиметься попередній календарний рік.